# Джейми Даймън
Джеймс „Джейми“ Даймън (на английски: James L. „Jamie“ Dimon) е американски бизнесмен и банкер, милиардер. Председател на съвета на директорите и генерален директор (CEO) на „JPMorgan Chase“ от 2006 г.

## Биография
Джеймс Даймън е роден на 13 март 1956 г. в Ню Йорк, в семейството на гръцки емигранти. Дядо му, също банкер, при емиграцията сменя фамилията от Пападимитру. Изповядва гръцко православие.
Учи психология и икономика в Университета Тъфтс, като го завършва с отличие (бакалавър, 1978). Получава степен магистър по делова администрация в Харвардското бизнес училище към Харвардския университет (1982). Работи за кратко в Goldman Sachs.
През 1998 г. е президент на Citigroup. В периода 2000 – 2004 г. е генерален директор (CEO) и председател на Bank One.
От юли 2004 г. става президент и изпълнителен директор (COO) на „J. P. Morgan Chase & Company“. От 31 декември 2005 г. е генерален директор (CEO) и президент на JPMorgan Chase, а от 31 декември 2006 г. е едновременно и председател на съвета на директорите.
През 2007 г. заема 15-а позиция в рейтинговия списък „25 най-влиятелни личности в бизнеса“ на списание Fortune.
През 2011 г. заема 75-о място в списъка на най-влиятелните хора според класацията на американския ежедневник Time (преди Барак Обама, заел 86-о място).
През 2011 и 2015 г. по данни на агенция Bloomberg той е обявен за най-добре платения изпълнителен директор на банка в Северна Америка. В края на 2015 г. той получава заплата в JPMorgan 27 млн. щ.д., а през фискалната 2022 г. – 34,5 млн. щ.д.
През 1983 г. се сгодява за Джудит Кент, обявено в New York Times. Двойката има три дъщери: Джулия, Лора и Кара.